# Varietà (spettacolo)

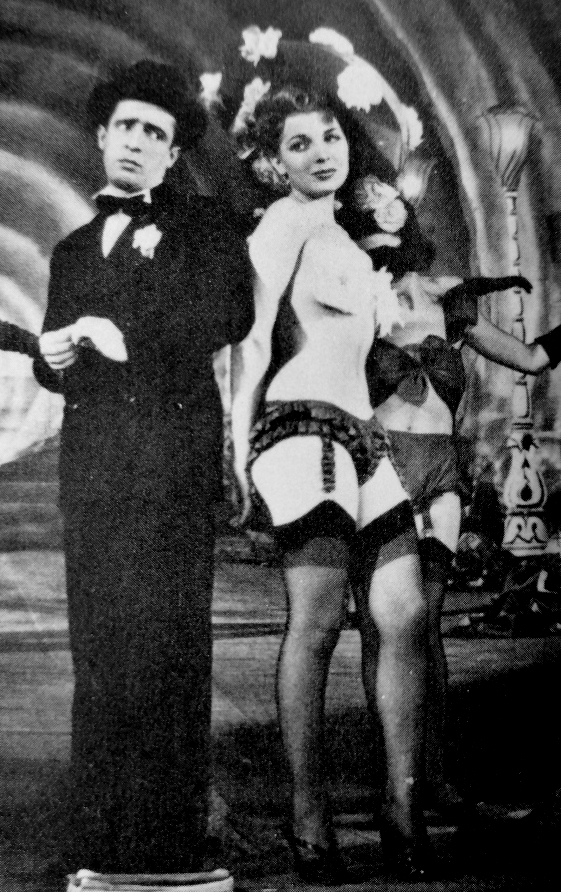
Nino Taranto e Isa Barzizza

Il teatro di varietà, o più comunemente, varietà, è uno spettacolo di arte varia costituito da una sequenza di numeri e attrazioni di generi diversi (recitazioni comiche, canzoni, danze, farse clownesche, acrobazie, illusionismo e altro), senza un filo conduttore che li unisca. Nato come evoluzione di altre forme di spettacolo (café-chantant, burlesque, circo ecc.), verso la metà del XIX secolo, cominciò a svolgersi nei teatri acquistando una propria autonomia.

## Storia
Il varietà affonda le proprie radici nello spettacolo popolare:  drammi da feuilletton, commediole borghesi, esecuzioni di artisti circensi o di strada, esibizioni di cantanti. Gli spazi utilizzati nella rappresentazione, e di conseguenza il pubblico, potevano essere teatri di primo ordine dove recitavano soltanto artisti di grande fama, teatri molto popolari, teatrini ricavati in sale da caffè o anche qualsiasi altro locale dove poteva essere allestito alla buona un palco. Spesso, inizialmente, fuori di Francia si "francesizzavano" nomi di artisti, personaggi, ambientazioni. L'esotizzazione accostava alla Belle époque parigina, sinonimo di divertimento e con l'apparente provenienza straniera, che procurava la nomea di vedette internazionali, si creava maggiore richiamo.

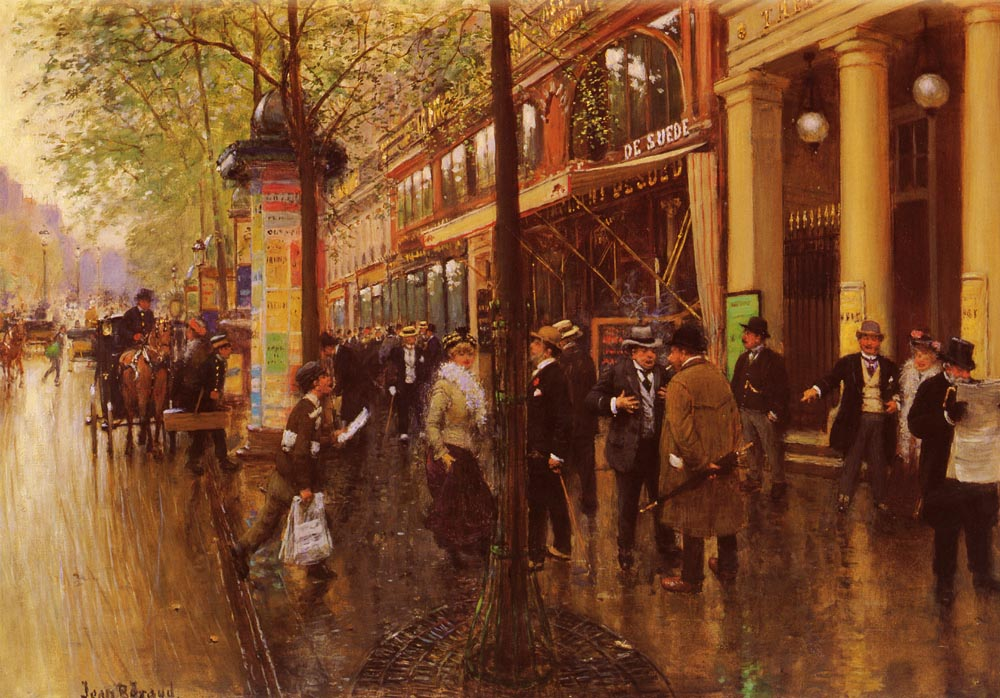
I teatri di varietà parigini ritratti da Jean Béraud

Come tipologie di esibizione, si cominciò con numeri a metà fra la canzonetta e il monologo, per passare poi alla macchietta, la cui invenzione si attribuì Nicola Maldacea, e che consisteva in una caricatura di "tipi" presi dalla realtà (fu l'inventore della macchietta del Viveur, il bello senza nulla nel cervello), per poi ampliarsi con numeri di balletto, prestidigitazione, trasformismo ed altri ancora. L'attore si affermava tramite una tipologia ben definita di personaggio con numeri destinati spesso a modificarsi di sera in sera.

Il varietà era molto differente a seconda della localizzazione geografica, proprio perché attori, cantanti di generi popolari, finedicitori, comici attingevano molto alle proprie tradizioni: si potrebbe parlare di un teatro del centro-nord Italia, ravvisabile nel Veneto, nel Piemonte, nella Lombardia e nella Toscana, e di un teatro del centro-sud, i cui poli erano Roma e Napoli. Lo spettacolo nasceva spesso da un attore-scrittore, autore dei pezzi che lui stesso recitava: artisti famosi del varietà furono infatti Totò, Raffaele Viviani, Ettore Petrolini, Gustavo De Marco, creatori di tipi ben definiti e variegati. Leopoldo Fregoli, invece, contribuì all'idea di corpo dinamico dell'attore novecentesco, immettendosi con gli altri artisti nel filone del rinnovamento dell'arte teatrale di cui il varietà fu un precursore.

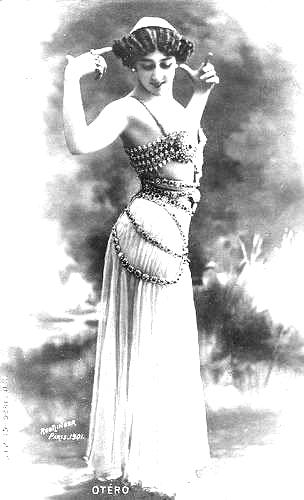
La Bella Otero fu tra le più ambite artiste di varietà

Ettore Petrolini fu uno dei più grandi artisti di varietà: cantante, attore, drammaturgo, si produsse dalle macchiette alle commedie

Il varietà, a differenza del teatro drammatico o, in generale, del teatro "alto", non veniva considerato vera arte e subiva una sorta di ostracismo da parte dei critici e degli amanti del teatro, anche con conseguenze sul piano strettamente professionale: gli artisti di varietà non potevano accedere alle pensioni che lo Stato Italiano elargiva ai loro colleghi di altri settori, mentre i teatri di varietà stessi non fruivano di alcun sovvenzionamento o incentivo statale. Durante il fascismo, poi, l'ostracismo derivante dalla volontà di sopprimere gli spettacoli in dialetto e di annullare i richiami all'estero in nome di una cultura di massa nazionale, sfavorirono di molto il varietà, che si trovò sempre meno ricercato e rappresentato.

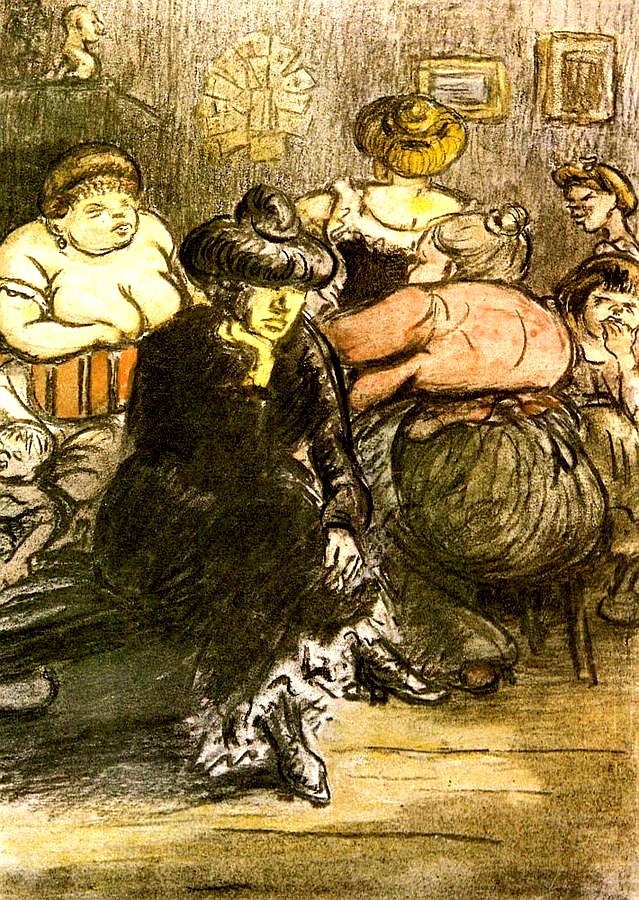
Camerino di un teatro di varietà di periferia, di Heinrich Zille.

Filippo Tommaso Marinetti nel 1913 pubblicò sul giornale Lacerba il Manifesto del teatro di varietà, nel quale esaltava la novità di un tipo di teatro che rinnegava la verosimiglianza prediligendo al contrario la spettacolarità e il paradosso. Anche alcuni grandi protagonisti dello spettacolo internazionale come Gordon Craig hanno subito l'influsso ed il fascino della comicità proposta al largo dei circuiti dei teatri di velluto.
Nei primi anni del Novecento, nel dibattito sulla figura dell'attore, Luigi Pirandello si dichiarava ostile all'arte drammatica poiché questa tradiva sostanzialmente sia il testo che la "vita" di un personaggio. Diversamente, D'Amico sosteneva che al grande attore mancava la spontaneità e la capacità di improvvisazione dell'attore di varietà, facendo bene attenzione a non fare però richiami alla Commedia dell'Arte.
Lo spettacolo di varietà prendeva il nome di rivista quando era ad alto livello e organizzato in modo rigoroso come unione di numeri distinti - comunque legati da un sottile filo che poteva essere un tema generale - ed era basato su un copione scritto; altrimenti si parlava di avanspettacolo.
Come altri generi teatrali minori, anche il varietà subì la concorrenza prima, dagli anni '30, del cinema, poi, dagli anni '50, della televisione. Molti suoi caratteri peculiari vennero poi assunti dal varietà radiofonico e dal varietà televisivo.

## I protagonisti
Gran parte degli artisti che si dedicarono al varietà frequentarono altri generi in qualche modo collegati (operetta, balletto, avanspettacolo, prosa, cinema e altri). Si possono ricordare, classificandoli cronologicamente con riferimento agli anni in cui raggiunsero notorietà:

### Fino agli anni '20 del Novecento
- Loïe Fuller (ballerina)

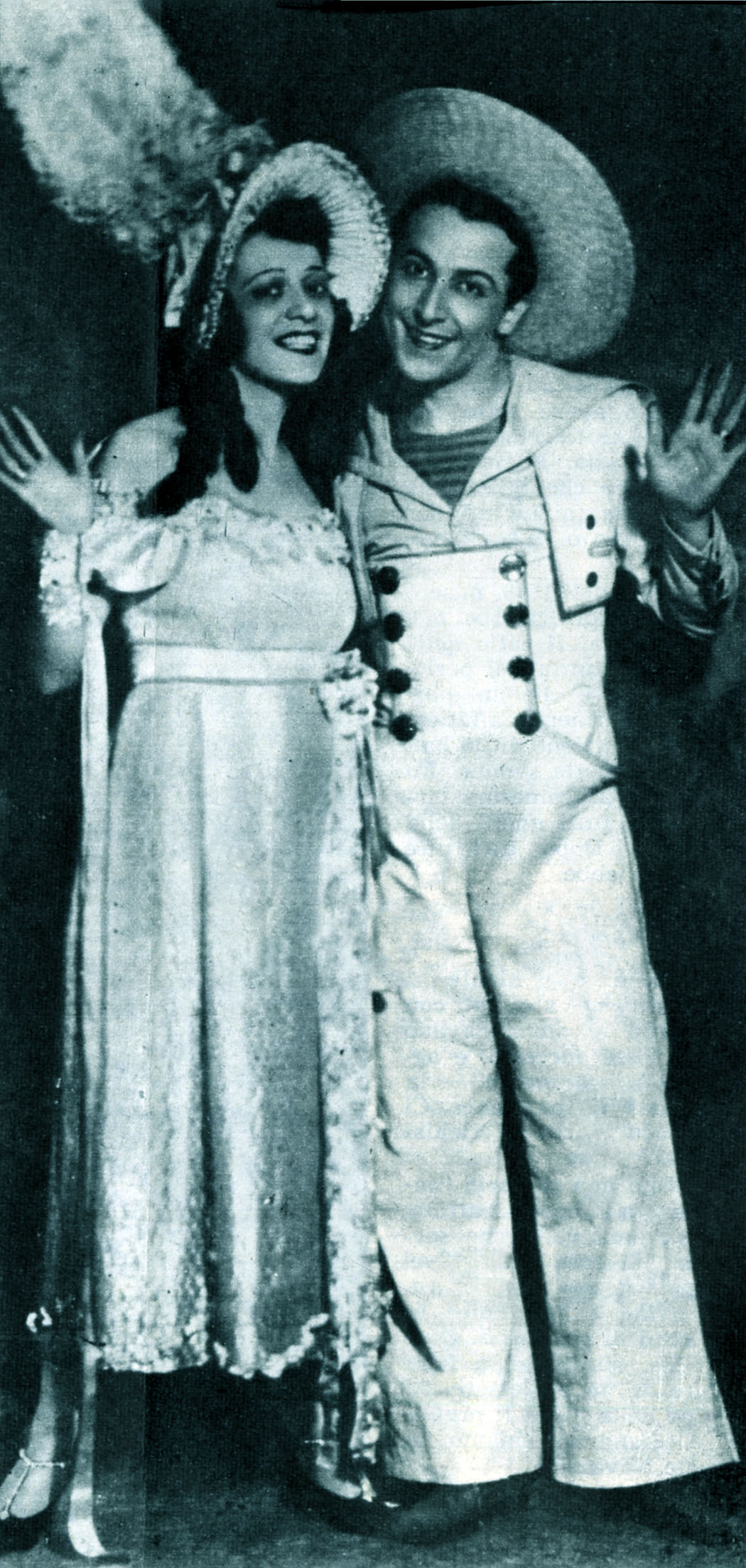
Isa Bluette e Nuto Navarrini negli anni 30

- Maria Campi (soubrette, inventrice della "mossa")
- Raffaele Viviani (attore)
- Vincenzo Scarpetta (trasformista)
- Harry Houdini (mago)
- Peppino Villani (finedicitore e trasformista)
- Leopoldo Fregoli (trasformista)
- Virgilio Riento (macchiettista)
- Alfredo Bambi (comico e macchiettista)
- Elvira Donnarumma (cantante)
- Armando Gill (cantante)
- Lina Cavalieri (cantante)
- Gennaro Pasquariello (cantautore e attore)
- Gilda Mignonette (cantante)
- Tecla Scarano (attrice)
- Mimì Maggio (finedicitore)
- Ettore Petrolini (attore, cantante, macchiettista)
- Isa Bluette (soubrette)
- Gustavo De Marco (macchiettista)
- Liliana Castagnola (attrice)
- Gustavo Cacini (comico)
- Angelo Musco (attore comico)
- Lydia Johnson (sciantosa e danzatrice erotica)

Il trasformista Leopoldo Fregoli.

- Nuto Navarrini (comico)
- Luisella Viviani (attrice)
- Angelo Cecchelin (comico)Il trasformista Leopoldo Fregoli.

### Anni '30
- Riccardo Billi (attore)
- Pupella Maggio (attrice)
- Guido De Rege (comico)
- Giorgio De Rege (comico)
- Dante Maggio
- Beniamino Maggio
- Totò

### Anni '40
- Wanda Osiris (soubrette)
- Marisa Maresca (soubrette)
- Peppino De Filippo (attore)
- Odoardo Spadaro (cantautore)
- Tina Pica (attrice)
- Gilberto Govi (attore comico)
- Carlo Campanini (attore)
- Erminio Macario (attore)
- Carlo Dapporto (attore)

Marisa Maresca nel 1945

- Nino Taranto (attore e macchiettista)
- Pietro De Vico (attore)
- Anna Campori (attrice)
- Paolo Poli (attore)
- Ave Ninchi (attrice)
- Gianni Cajafa (attore)
- Fanfulla (Luigi Visconti) (attore comico)
- Pia Velsi (attrice comica)

### Anni '50
- Ugo Tognazzi (attore)
- Raimondo Vianello (attore)
- Dorian Gray (attrice) (soubrette)
- Raffaele Pisu (comico)

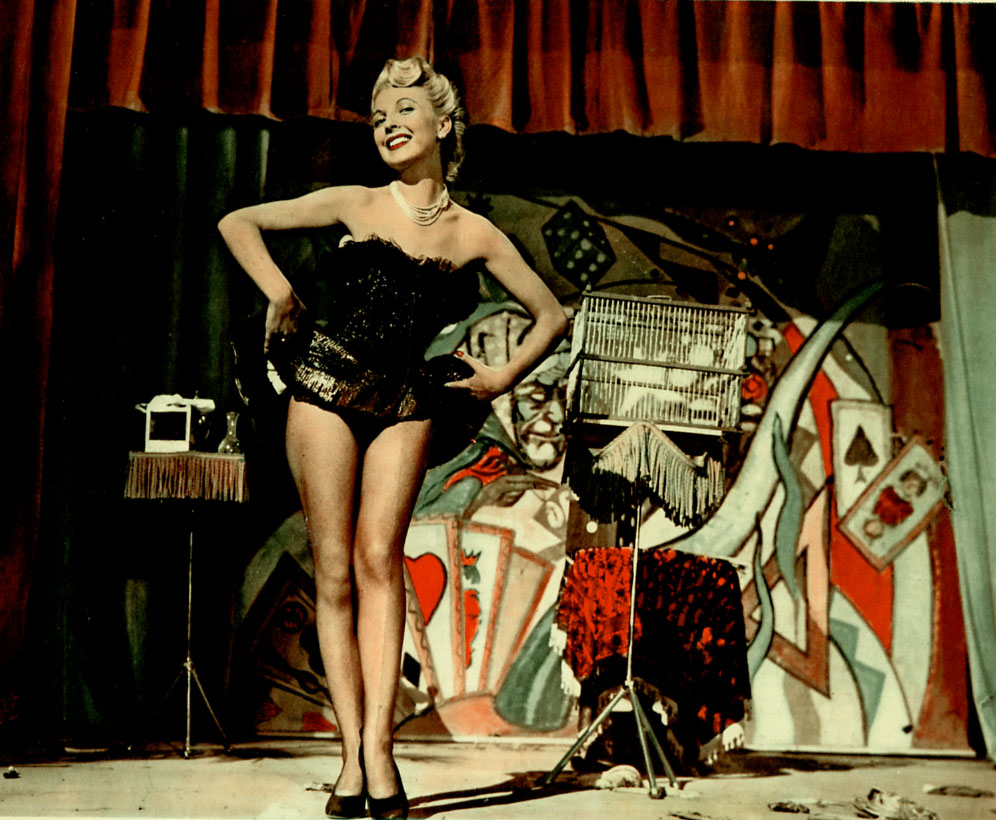
Isa Barzizza nel 1952

- Alberto Sordi (attore e macchiettista)
- Gino Bramieri (attore)
- Renato Rascel (attore)
- Isa Barzizza (soubrette)
- Sandra Mondaini (soubrette)
- Lauretta Masiero (attrice)
- Delia Scala (soubrette)
- Antonella Steni (attrice)
- Elio Pandolfi (attore)
- Franca Valeri
- Paolo Panelli (attore)
- Bice Valori (attrice)
- Alberto Sorrentino (attore)
- Vittorio Caprioli (attore)
- Fiorenzo Fiorentini (attore)
- Walter Chiari (attore)

### Anni '60
- Johnny Dorelli (cantante, attore)
- Franco Franchi (attore)
- Ciccio Ingrassia (attore)
- Ric e Gian (attori)
- Raffaella Carrà (soubrette)
- Loretta Goggi (soubrette)
- Lino Toffolo (attore)
- Giacomo Rizzo (attore)
- Alfonso Tomas (comico)

### Anni ‘70 e successivi
- Lucia Poli (attrice)
- Maurizio Micheli (attore comico)
- Margherita Fumero (attrice)
- Gennaro Cannavacciuolo (attore)

### Opere generali
- Felice Cappa e Pietro Gelli, Dizionario dello spettacolo del '900, Milano, Baldini & Castoldi, 1998, ISBN 978-88-8089-295-3.
- Enciclopedia dello spettacolo, fondata da Silvio D'Amico, Roma, Le maschere, SBN RAV0061468.
- Franca Angelini, Teatro e spettacolo nel primo Novecento, Roma-Bari, Laterza, 1988, ISBN 88-420-3223-9.

### Monografie
- Maurizio Costanzo e Flaminia Morandi, Lo chiamavano varietà, Carucci, 2004, ISBN 978-8843031603.
- Stefano De Matteis, Martina Lombardi e Marilea Somaré (a cura di), Follie del varietà. Vicende memorie personaggi 1890-1970, Prefazione di Goffredo Fofi, Milano, Feltrinelli, 1980, SBN SBL0340306.
- Stefano De Matteis, Il teatro delle varietà, Firenze, La casa Usher, 2008, ISBN 978-88-95065-31-1.
- Nicola Fano (a cura di), Vieni Avanti, cretino! Storie e testi del varietà e dell'avanspettacolo, Roma-Napoli, Theoria, 1993, ISBN 88-241-0341-3.
- Alberto Lorenzi, I segreti del varietà, Milano, Celip, 1988, SBN CFI0125367.
- Sergio Lori, Il varietà a Napoli: da Viviani a Toto, da Pasquariello a De Vico, Roma, Newton & Compton, 1996, ISBN 88-8183-460-X.
- Antonio Morosi, Il teatro di varietà in Italia, Firenze, G. Calvetti, 1901, SBN SBL0737838.
- Francesco Mottola, Il teatro di varietà: dalla Belle Époque agli anni Sessanta ed oltre, in Italia, con una testimonianza di Mario Scaccia, Milano, Nuove Edizioni Culturali, 1995, SBN BVE0089240.
- Angelo Olivieri, Le stelle del varietà: rivista, avanspettacolo e cabaret dal 1936 al 1966', con la collaborazione di Alberto Castellano, Roma, Gremese, 1989, ISBN 88-7605-410-3.
- Mario Quargnolo, Dal tramonto dell'operetta al tramonto della rivista: mezzo secolo di fasti e miserie del varietà e dell'avanspettacolo, Milano, Pan, 1980, SBN SBL0287024.
- Luciano Ramo, Storia del varietà, Milano, Garzanti, 1956, SBN LIA0059329.
- Rita Cirio e Pietro Favari (a cura di), Sentimental (Il teatro di rivista italiano), in Almanacco Bompiani, Milano, Bompiani, 1975, SBN TO01318070.